# Ait Hadi
Ait Hadi  (in arabo أيت هادي‎?) è un centro abitato e comune rurale del Marocco situato nella provincia di Chichaoua, regione di Marrakech-Safi. Conta una popolazione di 7 431 abitanti (censimento 2014).